# Tim Sale
Tim Sale (nascido em 1956 em Ithaca, New York) foi um quadrinista norte-americano. Ele é conhecido principalmente por suas colaborações com o roteirista Jeph Loeb.

### Obras selecionadas
- Billi 99 (com Sarah Byam)
- Grendel (com Matt Wagner)

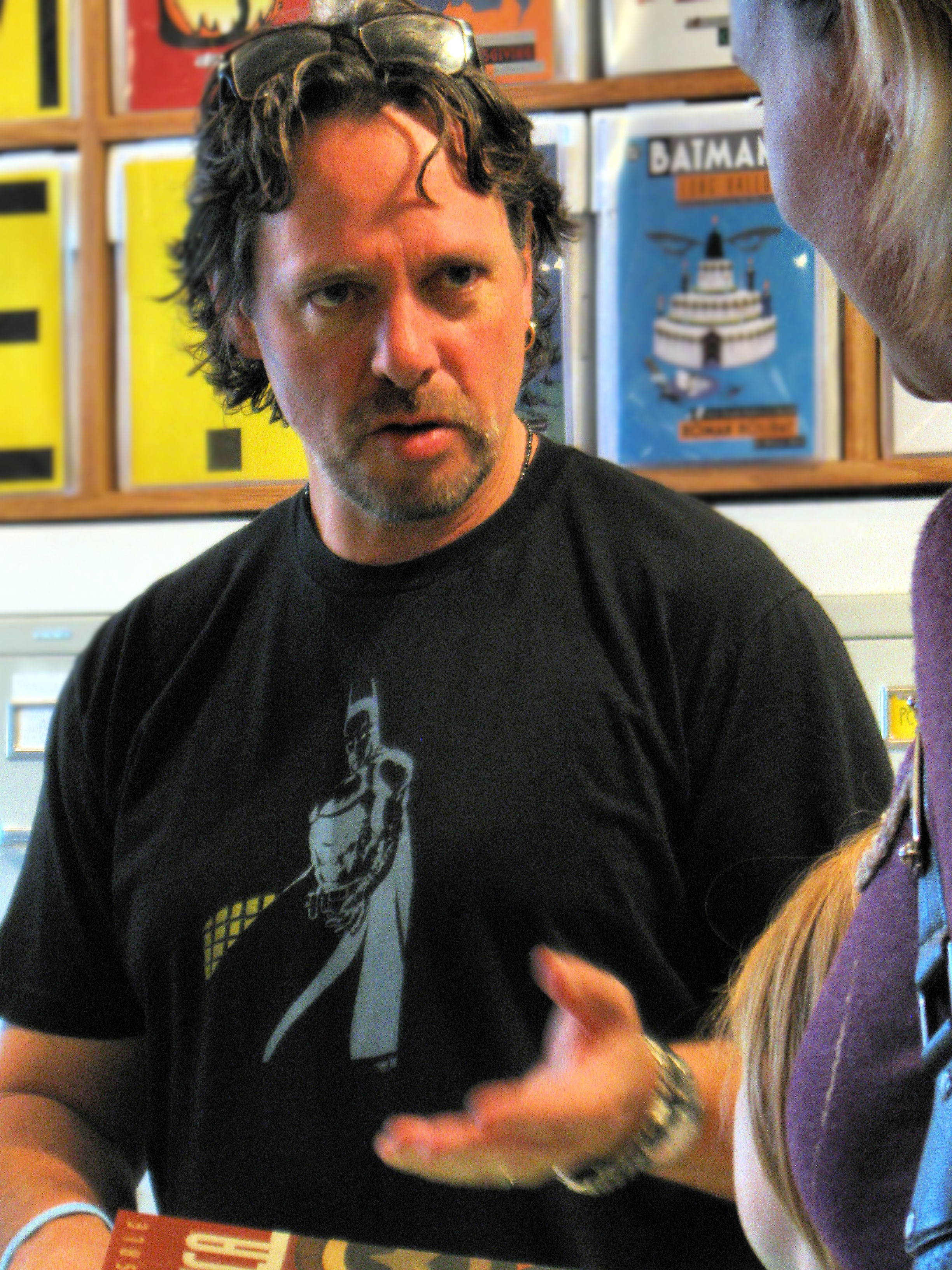
Sale at Golden Age Collectables, Seattle, Washington

- Deathblow (com Jim Lee e Brandon Choi)
- Superman Confidential [aka "Superman: Kryptonite"] (com Darwyn Cooke)
- Tim Sale: Black And White hardcover (Active Images, 2004); Edição Revisada e Expandida (Image Comics, 2008). Uma retrospectiva de arte e carreira de Tim Sale. Por Richard Starkings e John "JG" Roshell com Tim Sale.

Com Jeph Loeb
- Challengers of the Unknown Must Die! collects Challengers of the Unknown vol. 2 #1–8 (March–Oct. 1991), DC Comics, trade paperback 224 páginas, Oout. 2004, ISBN 978-1-4012-0374-0
- Batman: Haunted Knight collects Batman: Legends of the Dark Knight Halloween Special #1 (Dez. 1993), Batman: Madness A Legends of the Dark Knight Halloween Special #1 (1994), and Batman: Ghosts Legends of the Dark Knight Halloween Special #1 (1995), DC Comics, trade paperback 192 páginas, September 1996, ISBN 978-1-56389-273-8
- Wolverine & Gambit: Victims collects Wolverine/Gambit: Victims #1–4 (Set.–Dez. 1995), Marvel Comics, hardcover 112 páginas, Nov. 2009, ISBN 978-0-7851-3802-0; trade paperback Mar. 2013, ISBN 978-0-7851-6717-4
- Batman: The Long Halloween collects Batman: The Long Halloween #1–13 (Dez. 1996–Dez. 1997), DC Comics, hardcover 369 páginas, Fev. 1999, ISBN 978-1-56389-427-5; trade paperback Out. 2011, ISBN 978-1-4012-3259-7
- Superman For All Seasons collects Superman For All Seasons #1–4 (Set.–Dez. 1998), DC Comics, hardcover 208 páginas, Out. 1999, ISBN 978-1-56389-528-9; trade paperback Out. 2002, ISBN 978-1-56389-529-6
- Batman: Dark Victory collects Batman: Dark Victory #1–13 (Dez. 1999–Dez. 2000), DC Comics, hardcover 408 páginas, May 2012, ISBN 978-1-4012-3510-9; trade paperback 392 páginas, Out. 2002, ISBN 978-1-56389-868-6
- Daredevil: Yellow collects Daredevil: Yellow #1–6 (Aug. 2001–Jan. 2002), Marvel Comics, hardcover 160 páginas, Jul. 2002, ISBN 978-0-7851-0840-5; trade paperback July 2011, ISBN 978-0-7851-0969-3
- Spider-Man: Blue collects Spider-Man: Blue #1–6 (July 2002 – April 2003), Marvel Comics, hardcover 160 páginas, Mai. 2003, ISBN 978-0-7851-1062-0; trade paperback August 2011, ISBN 978-0-7851-1071-2
- Hulk: Gray collects Hulk: Gray #1–6 (Dez. 2003 – April 2004), Marvel Comics, trade paperback 168 páginas, June 2011, ISBN 978-0-7851-1346-1
- Catwoman: When in Rome collects Catwoman: When in Rome #1–6 (Nov. 2004–Aug. 2005), DC Comics, hardcover 160 páginas, Dez. 2005, ISBN 978-1-4012-0432-7; trade paperback June 2007, ISBN 978-1-4012-0717-5
- Solo #1 (Dez. 2004) com Jeph Loeb, Brian Azzarello, Darwyn Cooke, e Diana Schutz, DC Comics
- Captain America: White #0–5 (Set. 2008–Dez. 2015), Marvel Comics

### Histórias curtas
- Grendel: Black, White & Red #1 (Dark Horse Comics, 1998). Conto de oito páginas com escritor Matt Wagner.
- Robert E. Howard's Myth Maker (1999). One-shot desenhado por vários desenhistas como John Bolton (também artista da capa da edição), Richard Corben or Kelley Jones.Tim Sale desenhou várias páginas, com roteiro de Roy Thomas.
- Vampirella: Rebirth #1 (Harris Comics, 1999). Conto de oito páginas com o escritor Jeph Loeb e capa variante.
- 9-11: The World's Finest Comic Book Writers & Artists Tell Stories to Remember, Volume Two (DC Comics). Um conto de uma página de uma ideia de Chuck Kim.
- Buffy the Vampire Slayer: Tales of the Slayers TPB (Dark Horse Comics, February 2002). Capa e conto (12 páginas) escrito por Joss Whedon, sobre uma caçadora de vampiros medieval.
- JSA: All Stars #2 (DC Comics, 2003). História de backup de seis páginas sobre o Gavião Negro e a Mulher Gavião da Era de Ouro, com o escritor Jeph Loeb.
- Tales of The Batman: Tim Sale  coleção de contos do Batman desenhados por Tim Sale em sua carreira com os escritores Darwyn Cooke, Alan Grant, James Robinson, e Kelley Puckett, 240 páginas, January 2009, ISBN 978-1-4012-1735-8

### Trabalho de capa
- The Foot Soldiers #3 (Dark Horse Comics, 1996)
- Adventures of Superman #597, Batgirl #21, Detective Comics #763, Harley Quinn #13, JSA #29 e The Spectre #10 (DC Comics, Dez. 2001). Todas as edições faziam parte do "Last Laugh" crossover.
- Flinch #5 (DC Comics/Vertigo, 1999)
- El Diablo #1–4 (DC Comics/Vertigo, 2001)
- Queen & Country #1–4 (Oni Press, 2001)
- Detective Comics #777–796 (DC Comics, Fev. 2003 – Set. 2004)
- Batgirl #69–73 (DC Comics)
- Batman (vol. 3) #1–5, 17, 21–23, 29–30, 38, 54 (DC Comics)